# Формула-1 — Гран-прі Китаю 2012
Гран-прі Китаю 2012 року (офіційно UBS Chinese Grand Prix) - перегони, етап чемпіонату світу «Формули-1», який пройшов з 13 по 15 квітня 2012 року на Міжнародному автодромі Шанхая.
Переможцем етапу став Ніко Росберг - пілот Mercedes-Benz, який стартував у гонці з поул-позиції. Перемога у Шанхаї стала першою в кар'єрі Росберга.